# Musée de trolleybus de Sandtoft
Le musée de trolleybus de Sandtoft (en anglais Trolleybus Museum at Sandtoft) est un musée du transport spécialisé dans la préservations de trolleybus. Il est situé à Sandtoft (en) dans le comté du Lincolnshire en Angleterre.

## Description
Le musée occupe une partie de l'ancienne base de bombardier de la Royal Air Force de Sandtoft. La RAF quitte le site en 1958 avant d'être acquis par le musée en 1969. Depuis, de nombreux bénévoles ont transformé ce lieu en musée avec un atelier, dépôt de véhicule et halle d'exposition. Dès le début, il était prévu de faire de ce musée non seulement un lieu d'exposition mais aussi une ligne avec une bifilaire pour faire circuler les véhicules d'exposition. Le premier évènement du musée remonte à 1971, avec le Sandtoft Gathering (litt. rencontre de Sandtoft), évènement qui a toujours lieu chaque année.
Le musée de Sandtoft est reconnu comme ayant la plus grande collection de trolleybus préservés d'Europe, si ce n'est du monde, avec plus de 60 exemplaires. Bien que la majorité des modèles proviennent du Royaume-Uni, on y trouve aussi de trolleybus de nombreux autres pays.

## Annexe